# Dinaro libico
Il dinaro libico (arabo: دينار) è la valuta della Libia. Il codice ISO 4217 è LYD. Il dinaro è suddiviso in 1000 dirham (درهم). La moneta è stata introdotta nel 1971 ed ha sostituito la sterlina libica alla pari. Il dinaro è emesso dalla Banca centrale della Libia, che supervisiona anche il sistema bancario e regola il credito. Nel 1972 è stata creata la Libyan Arab Foreign Bank che si occupa degli investimenti internazionali.

## Storia
Quando la Libia faceva parte dell'Impero ottomano nel paese si usavano le monete ottomane, come il qirsh. Fino al 1844 ci furono anche delle coniazioni ad uso locale.
Dopo la conquista del paese da parte dell'Italia nel 1911, fu introdotta la lira.
Nel 1943 la Libia fu divisa in due territori sotto mandato francese e britannico. Nel mandato francese fu usato il franco algerino, mentre nel mandato britannico fu usata la lira tripolitana emessa dalla "Military Authority in Tripolitania".
Quando la Libia conquistò l'indipendenza nel 1951, fu introdotta la sterlina libica (arabo جنيه, junieh), che sostituì il franco e la lira con i cambi di 1 sterlina = 480 lire = 980 franchi; era divisa in 100 piastre (قرش, qirsh) e 1000 millieme (مليم).
La sterlina fu sostituita alla pari dal dinaro nel 1971 dopo la rivoluzione.

## Monete
Fino al 1975 circolavano le vecchie monete in millieme (di valore pari al dirham). Nel 1976 furono introdotte monete con i valori da 1, 5, 10, 20, 50 e 100 dirham che recano lo stemma della Federazione delle Repubbliche Arabe. Queste furono seguite nel 1979 da una seconda serie di monete, con gli stessi valori, che recano il disegno di un cavaliere al posto dello stemma. Monete da ¼ e ½ dinaro sono state emesse nel 2004. Le monete da 1, 5, 10, e 20 dirahm sono poco usate anche se hanno comunque corso legale.

## Banconote
Nel 1971 furono introdotte banconote con i tagli da ¼, ½, 1, 5 e 10 dinari. La banconota da 20 dinari fu aggiunta nel 2002.
I soggetti rappresentati sulle banconote non sono cambiati nelle due ultime serie escluso il ritratto di Muammar al-Gaddafi che è diventato il disegno del nuovo fronte della banconota da 1 dinaro della 4ª serie.
| Serie di banconote del dinaro libico | Serie di banconote del dinaro libico           | Serie di banconote del dinaro libico                                                     | Serie di banconote del dinaro libico | Serie di banconote del dinaro libico                                                      |  |
| Serie                                | Valori                                         | Colori                                                                                   | Date di emissione                    | Note                                                                                      |  |
| ------------------------------------ | ---------------------------------------------- | ---------------------------------------------------------------------------------------- | ------------------------------------ | ----------------------------------------------------------------------------------------- |  |
| 1                                    | ¼, ½, 1, 5 e 10 dinari                         | Arancione, viola, blu, oliva e grigio                                                    | 1971 – 1972                          |                                                                                           |  |
| 2                                    | ¼, ½, 1, 5 e 10 dinari                         | Tutte verdi                                                                              | 1980 – 1981                          |                                                                                           |  |
| 3                                    | ¼, ½, 1, 5 e 10 dinari                         | Verde come colore dominante associato a marrone, viola, blu, verde chiaro e multicolori. | 1984                                 |                                                                                           |  |
| 4                                    | ¼, ½, 1, 5 e 10 dinari                         | Multicolori                                                                              | 1988 –ca. 1990                       |                                                                                           |  |
| 4, rivista                           | ¼, ½, 1, 5 e 10 dinari                         | Piccoli cambiamenti                                                                      | circa 1991 – 1993                    | Il testo in inglese sulle banconote da ¼, ½, e 5 dinari eliminato                         |  |
| 5                                    | ¼, ½, 1, 5, 10 e 20 dinari                     | Multicolori                                                                              | 2002                                 |                                                                                           |  |
| 6                                    | 1, 5 e 10 dinari                               | Blu, viole e verde                                                                       | 2004                                 | Nuove misure anticontraffazione: pellicola metallica o ologramma                          |  |
| 7                                    | 1, 5, 10, 20 (2ª serie), 50 (1ª serie) dinari  | Blu, rosso e verde                                                                       | 2008–2009                            | Disegni rielaborati e funzioni di sicurezza avanzate                                      |  |
| 7A                                   | 5 e 10 dinari                                  | Rosso (5 dinari), Verde (10 dinari)                                                      | 2011-2012                            | Identici alla serie 7, ma con la rimozione dei riferimenti a Gheddafi e alla "Jamahiriya" |  |
| 8                                    | 1, 5, 10, 20 (3ª serie) e 50 dinari (2ª serie) | Viola, giallo, blue, Arancione e verde                                                   | 2013                                 | Nuovi disegni e misure di sicurezza                                                       |  |

| Serie 7  | Serie 7  | Serie 7   | Serie 7           | Serie 7                                                                 | Serie 7                                                                           |
| Immagine | Immagine | Valore    | Colore principale | Descrizione                                                             | Descrizione                                                                       |
| Dritto   | Rovescio | Valore    | Colore principale | Dritto                                                                  | Rovescio                                                                          |
| -------- | -------- | --------- | ----------------- | ----------------------------------------------------------------------- | --------------------------------------------------------------------------------- |
|          |          | 1 Dinaro  | Blu               | Muʿammar Gheddafi                                                       | Moschea Mawlai Muhammad, Tripoli                                                  |
|          |          | 5 Dinari  | Rossastro         | Cammelli                                                                | Monumento alla Battaglia di Al-Hani                                               |
|          |          | 10 Dinari | Verde             | Omar al-Mukhtar                                                         | Fortezza di Sabha                                                                 |
|          |          | 20 Dinari | Viola e verde     | Mappa della Libia con il progetto del "Grande fiume artificiale" (GMMR) | Muʿammar Gheddafi con i membri dell'OAU nel 1999                                  |
|          |          | 50 Dinari | Marrone           | Muʿammar Gheddafi                                                       | Centro conferenze del Ministero dell'Agricoltura ad Al Qardabiya (vicino a Sirte) |

## Denominazioni popolari
Il dinaro libico è comunemente chiamato jni, ʒni (dialetti libici occidentali) o jneh [ʒneh] (dialetti libici orientali). Il nome ufficiale di dinaro è raramente usato fuori dai contesti ufficiali. Il nome ufficiale dell'unità frazionale, dirham non è usato normalmente nel linguaggio quotidiano. Si usa invece Garsh - una variante della parola qirsh - con 1 garsh = 10 dirham. Mille dinari sono spesso chiamati un kilo [kiːlu]. Allo stesso modo le banconote da 10 e da 5 dinari a volte sono chiamate, specie nel linguaggio giovanile, rispettivamente tsena [tseːna] e faifa [faːifa], che è una femminilizzazione scherzosa delle parole inglesi ten e five. La valuta libica è soprannominate dal Libici ʿOmar El-Mokhtar dal combattente per la libertà libica rappresentato sul fronte della banconota da 10 dinari.